# 馬爾特尼夫卡 (日托米爾區)
50°24′24″N 28°14′1″E / 50.40667°N 28.23361°E
馬爾特尼夫卡（烏克蘭語：Мартинівка），是烏克蘭北部日托米爾州日托米爾區普利内市镇内的村落。面積2.7平方公里，海拔高度235米，2001年人口574，人口密度每平方公里210.64人。